# Жан Бофре
Жан Бофре (фр. Jean Beaufret; нар. 22 травня 1907 року в Марсі поблизу Озанса, департамент Крез — помер 7 серпня 1982 року в Парижі) — французький філософ і германіст. На доробок Бофре мала великий вплив філософія Мартіна Гайдеґґера.

## Біографія
Бофре виріс в Озансі, де обидва його батьки працювали вчителями. З 1919 року він відвідував ліцей Монлюсона, який закінчив у 1925 році. У тому ж році він переїхав до Парижа, де вступив до ліцею Людовика Великого й готувався до університету. 1928 року Бофре розпочав навчання у Вищій норамальній школі (Париж) (ENS). Там він був учнем Леона Бренсвіка. Щоб отримати свій диплом («Diplôme d'études supérieures»), Бофре провів рік у Французькому інституті в Берліні в 1930/1931 роках. Його дипломна робота, представлена в 1931 році, мала назву «Співвідношення права і моралі за Фіхте» («Les Rapports du droit et de la morale d'après Fichte»). Після повернення з Берліна Бофре закінчив військову службу, а потім продовжив навчання. У 1933 році він отримав агрегацію з філософії в ENS.
З 1933 року Бофре працював викладачем філософії в Ліцеї Гере. У 1937 році він недовго працював учителем у ліцеї в Осері, а з 1937 по 1939 рік працював учителем філософії у французькій школі в Александрії, Єгипет.
Після того, як у вересні 1939 року Франція оголосила війну Німецькому Рейху у відповідь на вторгнення до Польщі, Бофре був призваний до війська і взяв участь у боях у Західній кампанії з французьким підрозділом у 1940 році, де потрапив у полон до німців. У вересні 1940 року він зміг втекти з поїзда, що перевозив військовополонених до Німеччини, і таємно переміститися в неокуповану зону Франції. У листопаді 1940 року він обійняв посаду вчителя в ліцеї Шампольон у Греноблі. З жовтня 1942 року він переїхав до Ліона в колеж-ліцей Ампер, де працював учителем до 1944 року.
У Ліоні Бофре познайомився з Жозефом Рованом, з яким читав твори Гайдеґґера. Рован працював на Опор і після поновленої окупації Ліона в 1943 році ввів Бофре в свою групу «Служба Перікле», яка була створена в липні 1943 року і виготовляла фальшиві документи. Група була розпущена в лютому 1944 року, а Рован був заарештований гестапо й вивезений до Дахау. Бофре зміг вчасно втекти завдяки тому, що був попереджений.
У Парижі Бофре влаштувався на роботу в Ліцей Сен-Луї в 1944 році. У 1945 році, після звільнення Франції, він був викладачем ліцею Жак-Декур. З вересня 1946 по 1952 рік Бофре викладав у ліцеї Генріха IV. З 1952 по 1955 рік він обіймав наукову посаду в Національному центрі наукових досліджень. Його керівником докторської дисертації був Жан Валь, який, однак, у 1953/1954 рр. перед Консультативним комітетом визнав його непридатним для університетської кар'єри. Нарешті, Бофре влаштувався вчителем у ліцей Кондорсе, де працював з 1955 по 1972 рік. Протягом цього періоду Бофре регулярно читав лекції у Вищій Нормальній школі. У 1969/1970 роках Бофре подав заявку на другу посаду в університеті Екс-Марселя, але отримав відмову.
Ще до Другої світової війни він підтримував дружбу з Полем Елюаром, Морісом Мерло-Понті, Андре Бретоном та Полем Валері.
Серед учнів Бофре — Франсуа Федьє, Роже Мюньє, Жан-Люк Маріон, Жан Франсуа Ліотар, Мішель Дегі та інші.

## Впливи

### Бофре і Гайдеґґер
Бофре і Гайдеґґер тривалий час підтримували інтенсивний контакт. Через Бофре Гайдеґґер також дізнався про праці Жака Дерріди. Відтоді Бофре вважали найвідомішим «ортодоксальним» гайдеґґеріанцем у Франції.
Після того, як у 1946 році Гайдеґґеру було заборонено викладати через його підтримку націонал-соціалізму, і його суспільна репутація постраждала, вони вступили в контакт один з одним. Під час поступового зростання інтересу до філософії Гайдеґґера у Франції, країні, яка тоді була окупаційною владою у Фрайбурзі, Бофре написав Гайдеґґеру листа, в якому поставив запитання: «Як слову гуманізм можна надати нового значення?» Він також запитує про зв'язок між філософією Гайдеґґра та гуманізмом. Цьому передував есей Жан-Поля Сартра з програмною назвою «Екзистенціалізм — це гуманізм» (« L'existentialisme est un humanisme»). Гайдеґґер відповів Бофре листом, який став відомим як Лист про «гуманізм». У 1947 році Бофре разом зі своїми студентами, серед яких був Жан-Франсуа Ліотар, відвідав Гайдеґґера в Тодтнауберзі, після чого відбувся тривалий німецько-французький академічний обмін у Фрайбурзі.

### Відносини з Форіссоном
Робер Форіссон, який заперечував Голокост, був учнем Бофре під час його перебування в Ліцеї Ампер у Ліоні. У 1987 році Форіссон опублікував у своєму журналі «Annales d'histoire révisionniste» два листи від Бофре за 22 листопада 1978 року та 18 січня 1979 року. Через оприлюднення «таємних листів заохочення та підтримки» «пропагандиста брехні про Освенцим», Бофре сам опинився в центрі скандалу. Історик науки та біограф Гайдеґґера Гуго Отт прокоментував, що Бофре «ототожнював себе з „дослідженням“ Форіссона і, так би мовити, санкціонував його».

## Вибрані праці
- Le poème de Parménide (1955)
- Hölderlin et Sophocle (1965)
- Introduction aux philosophies de l’existence (1971)
- Dialogue avec Heidegger, 4 vols. (1973—1985)
- Notes sur la philosophie en France au XIXe siècle (1984)
- Entretiens avec F. de Towarnicki (1984)
- De l’existentialisme à Heidegger (1986)
- Leçons de philosophie, 2 vols. (1998)
- Le fondement philosophique des mathématiques, Paris, Le Seuil, 2011, conférences.